# Montes Jura
Montes Jura är en bergskedja på norra delen av den sida av månen som är vänd mot jorden. Den har fått sitt namn efter Jurabergen i Schweiz i Europa på Jorden.
Montes Jura går i en mer än halvcirkelstor båge runt de västra och norra kanterna av det lilla månhavet Sinus Iridum, som för övrigt är öppet mot det större månhavet Mare Imbrium. Bergskedjan börjar vid Promontorium Heraclides (Kap Heraclides) i söder och går förbi kratern Sharp, som ligger på dess västra sida. Kratern Bianchini ligger mitt i bergskedjans norra del. En bit öster om bergskedjans nordöstra del ligger den mindre bergskedjan Montes Recti.
Den sovjetiska månsonden Luna 17 (se Lunaprogrammet) landade en bit söder om Montes Jura på Mare Imbrium.